# Santarém (Portugal)
Santarém ist eine Stadt in Portugal. Sie ist Hauptort des Distrikts Santarém. Die Stadt erstreckt sich auf einem Hochplateau am nordwestlichen Ufer des Tejo.

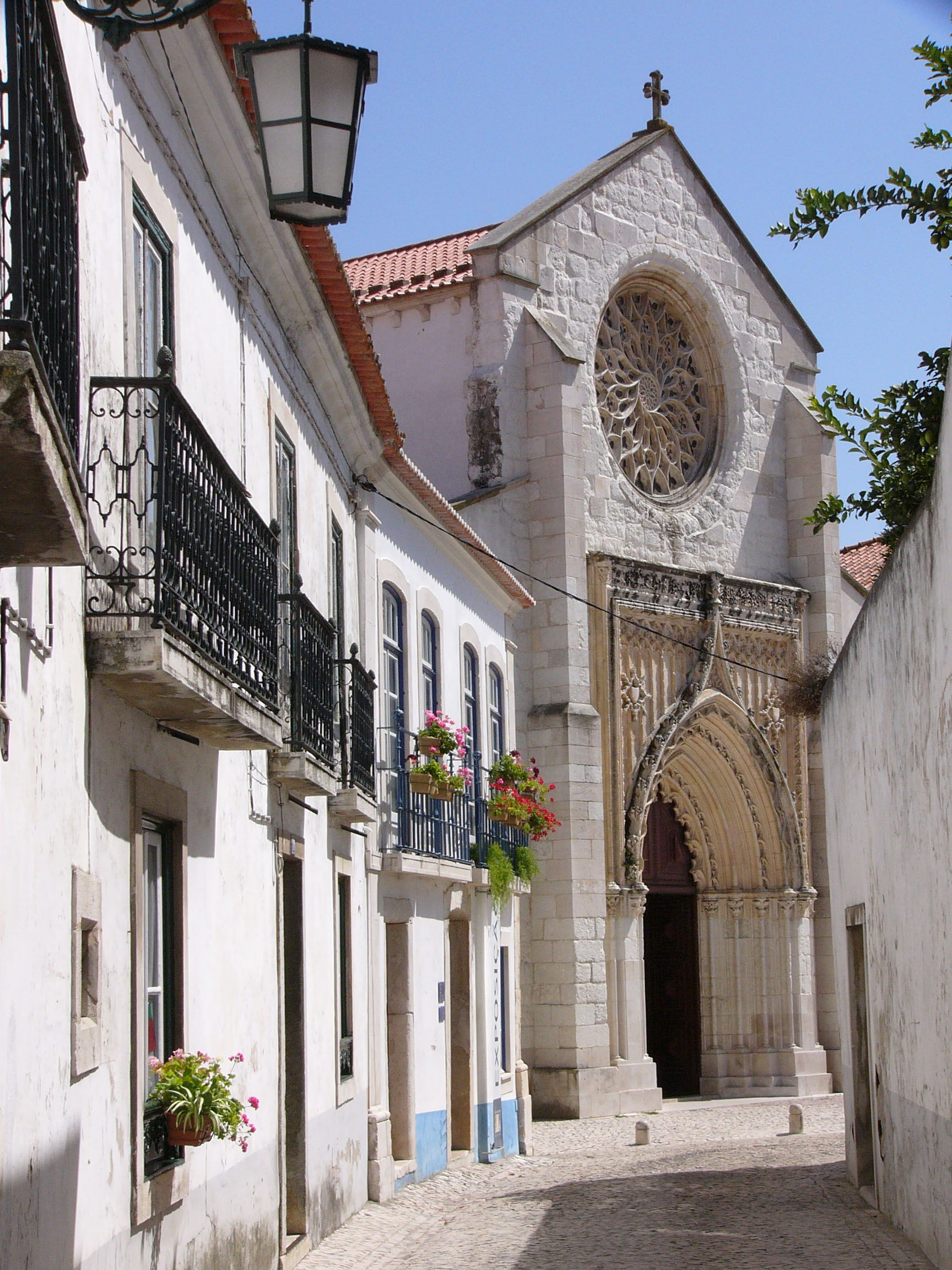
Die gotische Kirche Igreja da Graça in der historischen Altstadt

## Geschichte
Funde belegen eine Besiedlung seit der späten Bronzezeit. Phönizier, Griechen und andere Völker kamen zum Handeln über den Tejo bis hier her. Im Jahr 138 v. Chr. wurde der Ort unter der Bezeichnung Scalabis erstmals als römische Ortschaft dokumentiert. Die danach weiter befestigte, später Scalabis Castro genannte Stadt, gelegen im mittleren Tejo-Gebiet, wurde eine bedeutende Verwaltungs- und Handelsstadt der römischen Provinz Lusitania.
Nach dem Einfall der Alanen und der Vandalen wurde der Ort im 5. Jahrhundert n. Chr. Santa Irene genannt. Seit der Eroberung 460 durch Sunerico gehörte die Stadt zum Westgotenreich, bis die Mauren sie 715 einnahmen. Im Verlauf der folgenden Reconquista war auch Santarém umkämpft. So eroberte Heinrich von Burgund, der Graf von Portucale, die Stadt Ende des 11. Jahrhunderts. 1110 wurde sie von den Arabern zurückerobert. Unter Portugals erstem König D. Afonso Henriques wurde Santarém am 15. März 1147 schließlich endgültig portugiesisch. Die wechselhafte Geschichte der Stadt ist im denkmalgeschützten Ortskern zu erkennen. Die historische Innenstadt gilt mit fast 2 Quadratkilometern Ausdehnung als größte zusammenhängende Altstadt des Landes. Die älteste Synagoge stand hier, geleitet von einem Bezirksrabbiner für die Estremadura. Nach der Vertreibung der Juden um die Jahrhundertwende lebten hier viele Marranen. Zu ihnen gehörte kurzzeitig der Arzt Amatus Lusitanus, der nach einem Erdbeben 1531, dessen Ausbruch den Juden in die Schuhe geschoben wurde, aus seinem Haus vertrieben wurde.
Santarém unterstützte 1580 den portugiesischen Thronanwärter António von Crato. Nach dessen erfolglosen Bemühungen und der folgenden Personalunion Portugals mit Spanien spürte die Stadt daher einige Vernachlässigung, und es kam verschiedentlich zu Aufständen, so 1629, 1636 und 1637. Nach den Schäden durch das Erdbeben von Lissabon 1755 und den Napoleonischen Invasionen Anfang des 19. Jahrhunderts erlebte die Stadt dann einige städtebauliche Aufwertungen. 1868 wurde die bisherige Kleinstadt (Vila) zur Stadt (Cidade) erhoben. 2000 wurde die Brücke Ponte Salgueiro Maia über den Tejo errichtet.

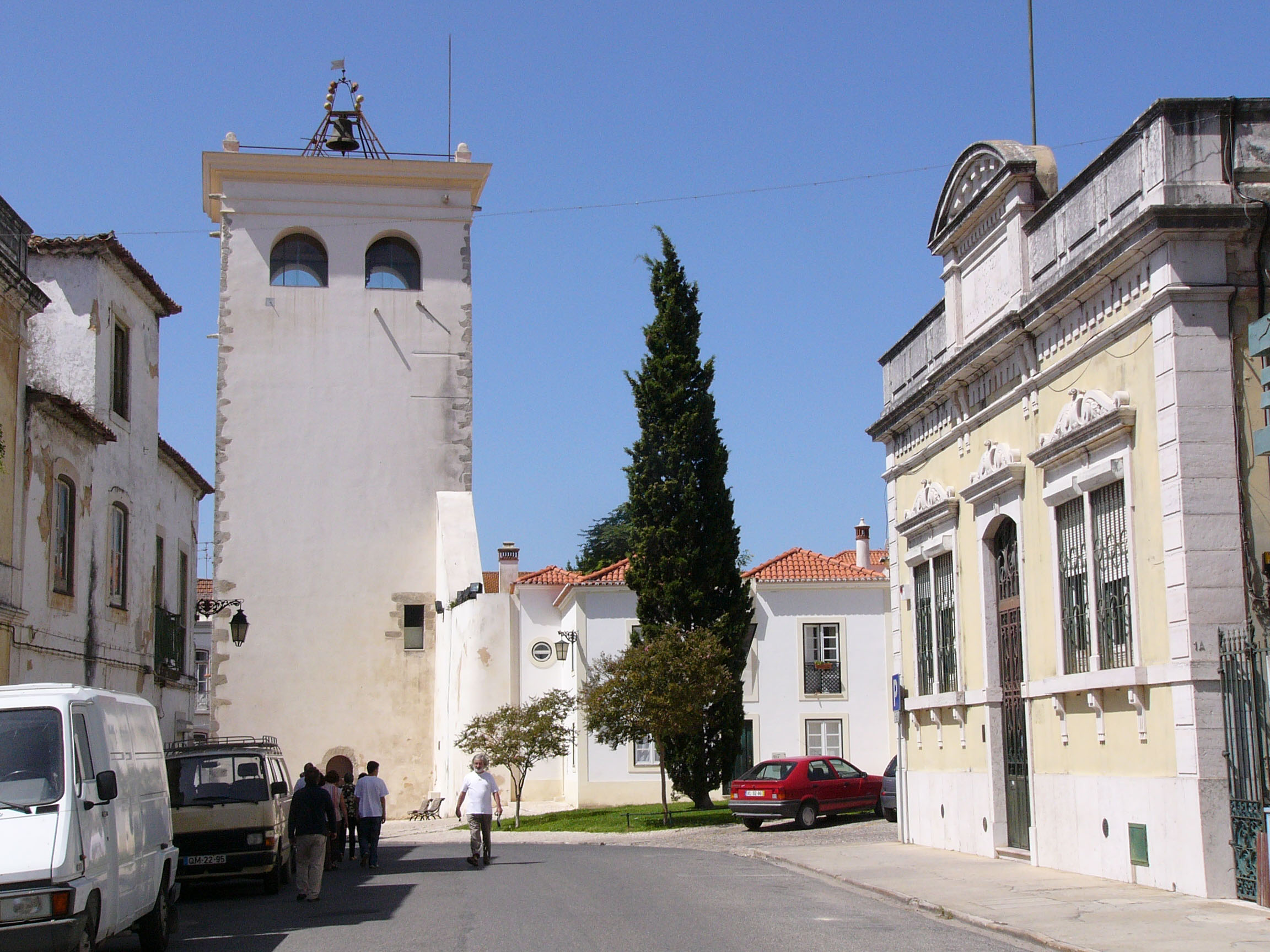
Torre das Cabaças
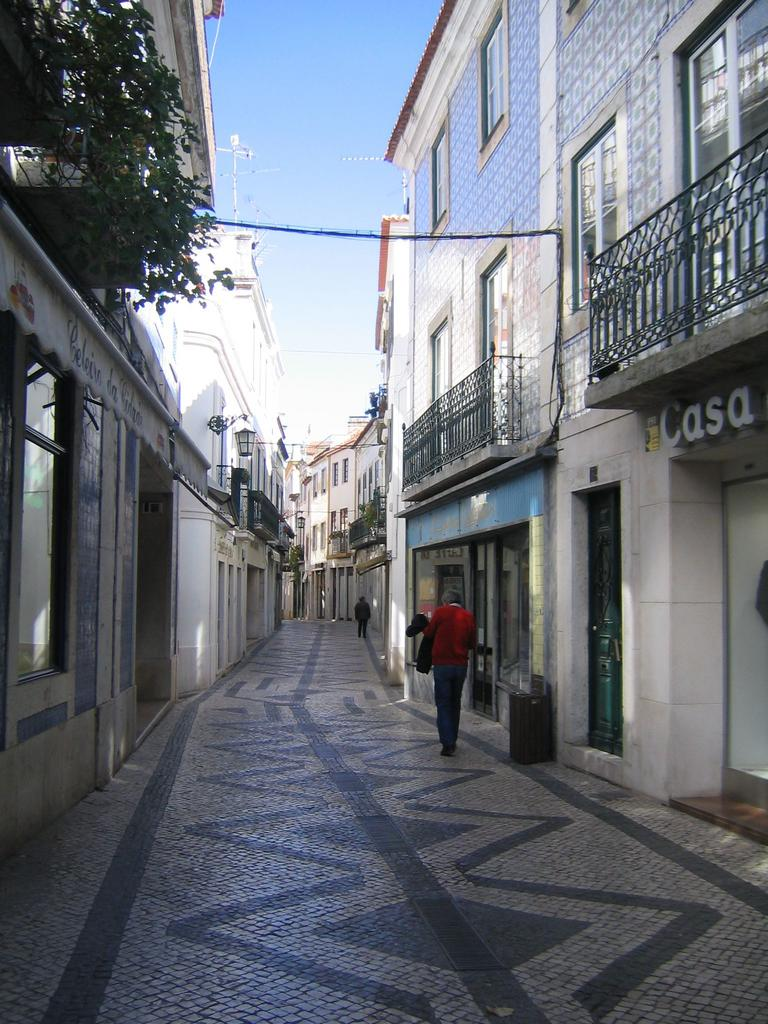
In der Altstadt
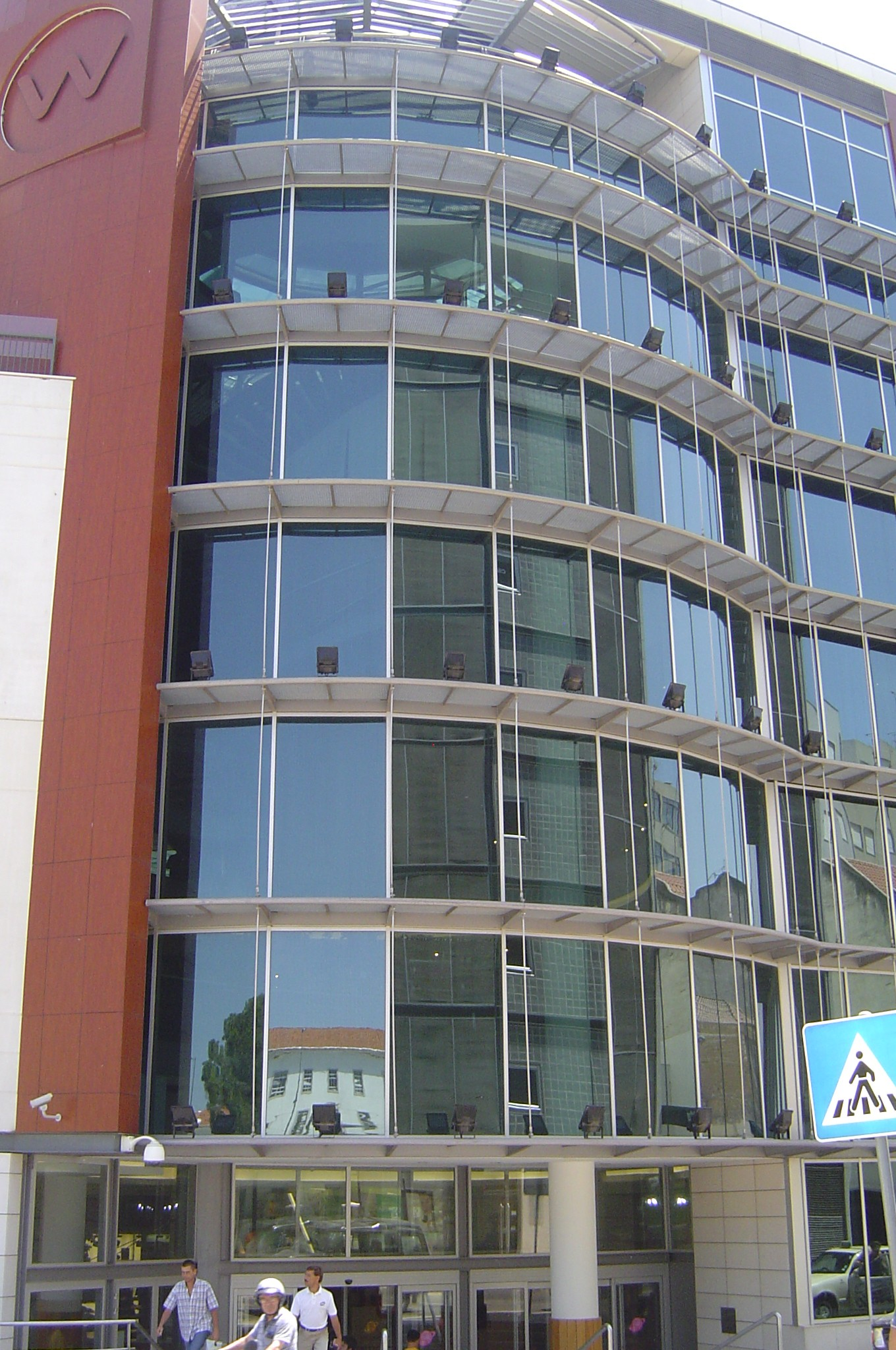
Am Einkaufszentrum W Shopping
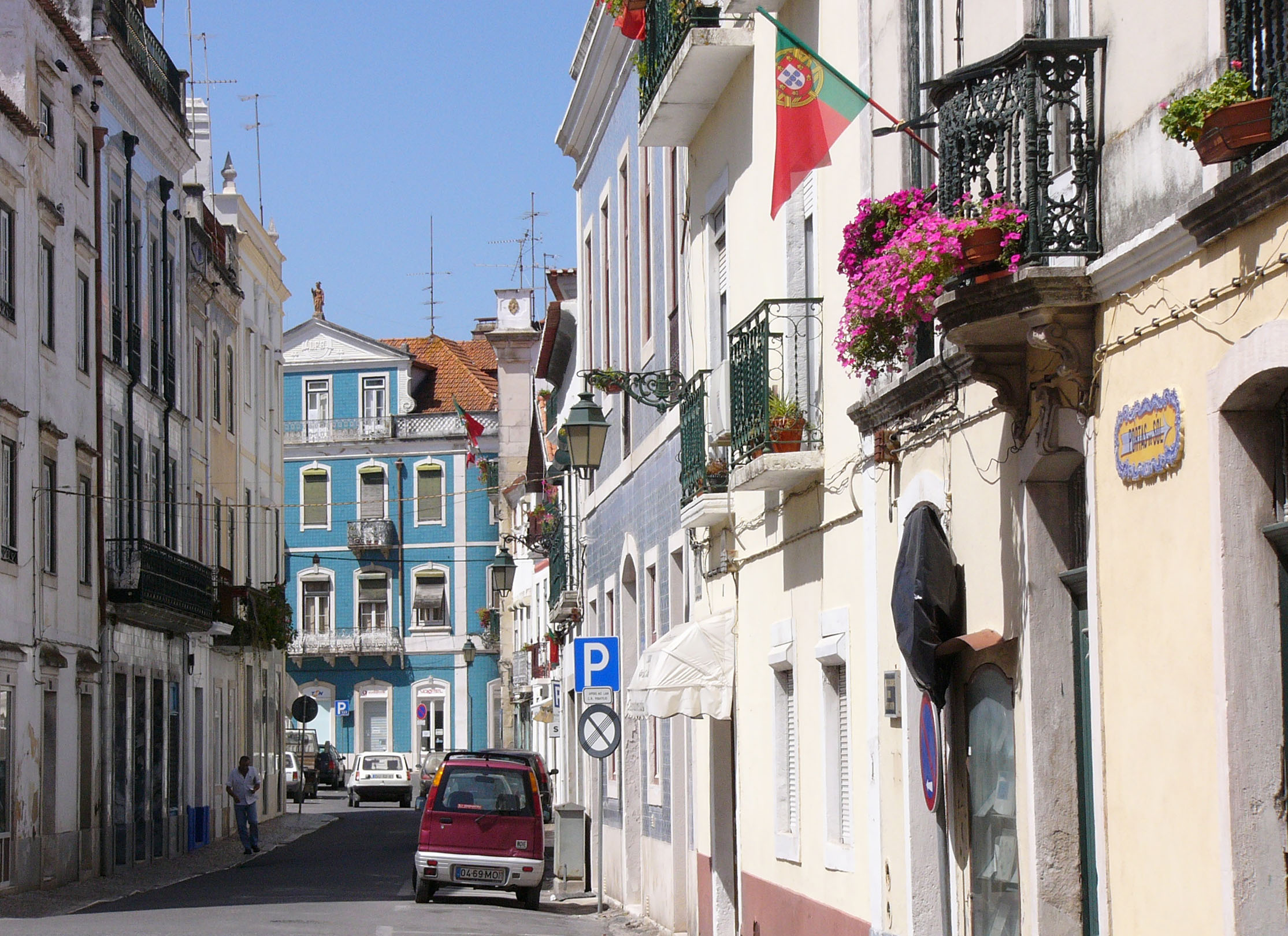
Im historischen Ortskern
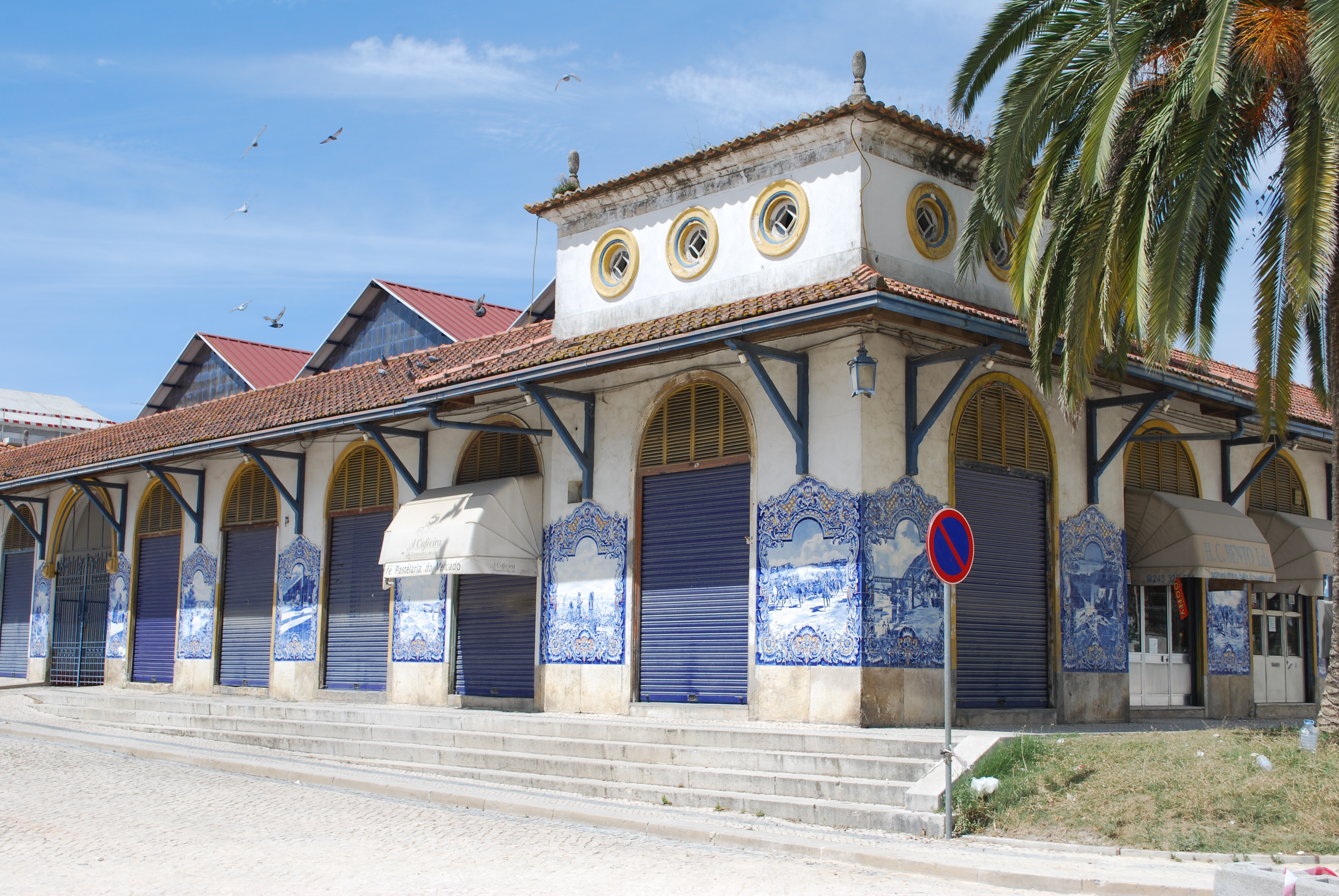
Die städtischen Markthallen Mercado Municipal

## Verwaltung
Seit 2002 wird Santarém in der statistischen Region Alentejo und der statistischen Subregion Lezíria do Tejo geführt, gehört jedoch weiterhin der Entwicklungsregion (Comissão de Coordenação e Desenvolvimento Regional) Lissabon an, die, angelehnt an die historische Provinz, den Namen Lisboa e Vale do Tejo führt.
Santarém ist die Hauptstadt des Distriktes Santarém.

### Kreis Santarém
Santarém ist Verwaltungssitz eines gleichnamigen Kreises (Concelho). Am 19. April 2021 hatte der Kreis 58.662 Einwohner auf einer Fläche von 552,5 km².
Die Nachbarkreise sind (im Uhrzeigersinn im Norden beginnend): Porto de Mós, Alcanena, Torres Novas, Golegã, Chamusca, Alpiarça, Almeirim, Cartaxo, Azambuja, Rio Maior sowie Alcobaça.
Mit der Gebietsreform im September 2013 wurden mehrere Gemeinden zu neuen Gemeinden zusammengefasst, sodass sich die Zahl der Gemeinden von zuvor 28 auf 18 verringerte.
Die folgenden Gemeinden (Freguesias) liegen im Kreis Santarém:

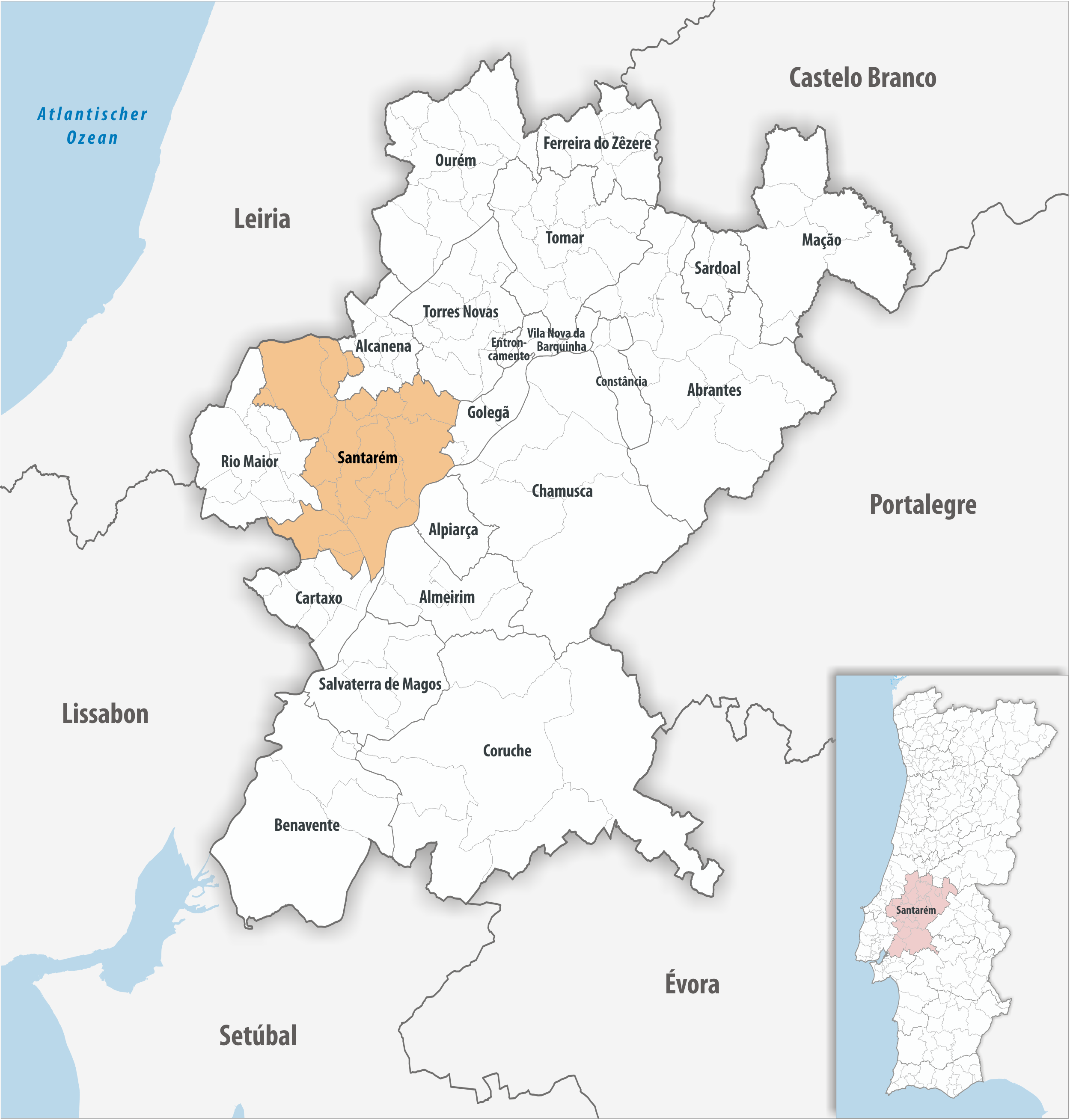
Kreis Santarém

| Gemeinde                                                                                                | Einwohner (2021) | Fläche km² | Dichte Einw./km² | LAU- Code |
| --- | ---------------- | ---------- | ---------------- | --------- |
| Abitureiras                                                                                             | 888              | 23,69      | 37               | 141601    |
| Abrã | 980              | 22,44      | 44               | 141602    |
| Achete, Azoia de Baixo e Póvoa de Santarém                                                              | 2.744            | 44,26      | 62               | 141629    |
| Alcanede                                                                                                | 3.970            | 105,84     | 38               | 141604    |
| Alcanhões                                                                                               | 1.344            | 11,45      | 117              | 141605    |
| Almoster                                                                                                | 1.603            | 40,82      | 39               | 141606    |
| Amiais de Baixo                                                                                         | 1.616            | 6,30       | 256              | 141607    |
| Arneiro das Milhariças                                                                                  | 738              | 12,02      | 61               | 141608    |
| Azoia de Cima e Tremês                                                                                  | 2.154            | 33,29      | 65               | 141630    |
| Casével e Vaqueiros                                                                                     | 1.037            | 36,78      | 28               | 141631    |
| Gançaria                                                                                                | 485              | 5,59       | 87               | 141628    |
| Moçarria                                                                                                | 965              | 12,12      | 80               | 141613    |
| Pernes                                                                                                  | 1.246            | 14,06      | 89               | 141614    |
| Póvoa da Isenta                                                                                         | 1.045            | 13,90      | 75               | 141616    |
| Romeira e Várzea                                                                                        | 2.450            | 32,45      | 76               | 141632    |
| Santarém (Marvila), Santa Iria da Ribeira de Santarém, Santarém (São Salvador) e Santarém (São Nicolau) | 30.017           | 55,51      | 541              | 141633    |
| São Vicente do Paul e Vale de Figueira                                                                  | 2.625            | 71,82      | 37               | 141634    |
| Vale de Santarém                                                                                        | 2.755            | 10,20      | 270              | 141625    |
| Kreis Santarém                                                                                          | 58.662           | 552,54     | 106              | 1416      |

### Bevölkerungsentwicklung
| Einwohnerzahl im Kreis Santarém | Einwohnerzahl im Kreis Santarém | Einwohnerzahl im Kreis Santarém | Einwohnerzahl im Kreis Santarém | Einwohnerzahl im Kreis Santarém | Einwohnerzahl im Kreis Santarém | Einwohnerzahl im Kreis Santarém | Einwohnerzahl im Kreis Santarém | Einwohnerzahl im Kreis Santarém | Einwohnerzahl im Kreis Santarém |
| ------------------------------- | ------------------------------- | ------------------------------- | ------------------------------- | ------------------------------- | ------------------------------- | ------------------------------- | ------------------------------- | ------------------------------- | ------------------------------- |
| Jahr                            | 1801                            | 1849                            | 1900                            | 1930                            | 1960                            | 1981                            | 2001                            | 2008                            | 2011                            |
| Einwohner                       | 37.304                          | 15.425                          | 41.994                          | 54.701                          | 63.777                          | 62.896                          | 63.563                          | 63.630                          | 62.162                          |

### Kommunaler Feiertag
- 19. März

### Städtepartnerschaften
| - Haskovo, Bulgarien (seit 1982) - Tiraspol, Moldawien (seit 1983) - Badajoz, Spanien (seit 1986) - Lubango, Angola (seit 1988) - Meknès, Marokko (seit 1989) - Fulacunda, Guinea-Bissau (seit 1989) - Covilhã, Portugal (seit 1991) - Santarém, Brasilien (seit 1994) - Brava, Kap Verde (seit 1995) - São Vicente, Brasilien (seit 2000) - Târgoviște, Rumänien (seit 2001) - Grândola, Portugal (seit 2006) | - Lund, Schweden - Somerset, Vereinigtes Königreich - Natal, Brasilien - Pasardschik, Bulgarien - Santos, Brasilien - Zamora, Spanien - Belém, Brasilien - Belmonte, Portugal - Agen-La-Carenne, Frankreich |

## Wirtschaft

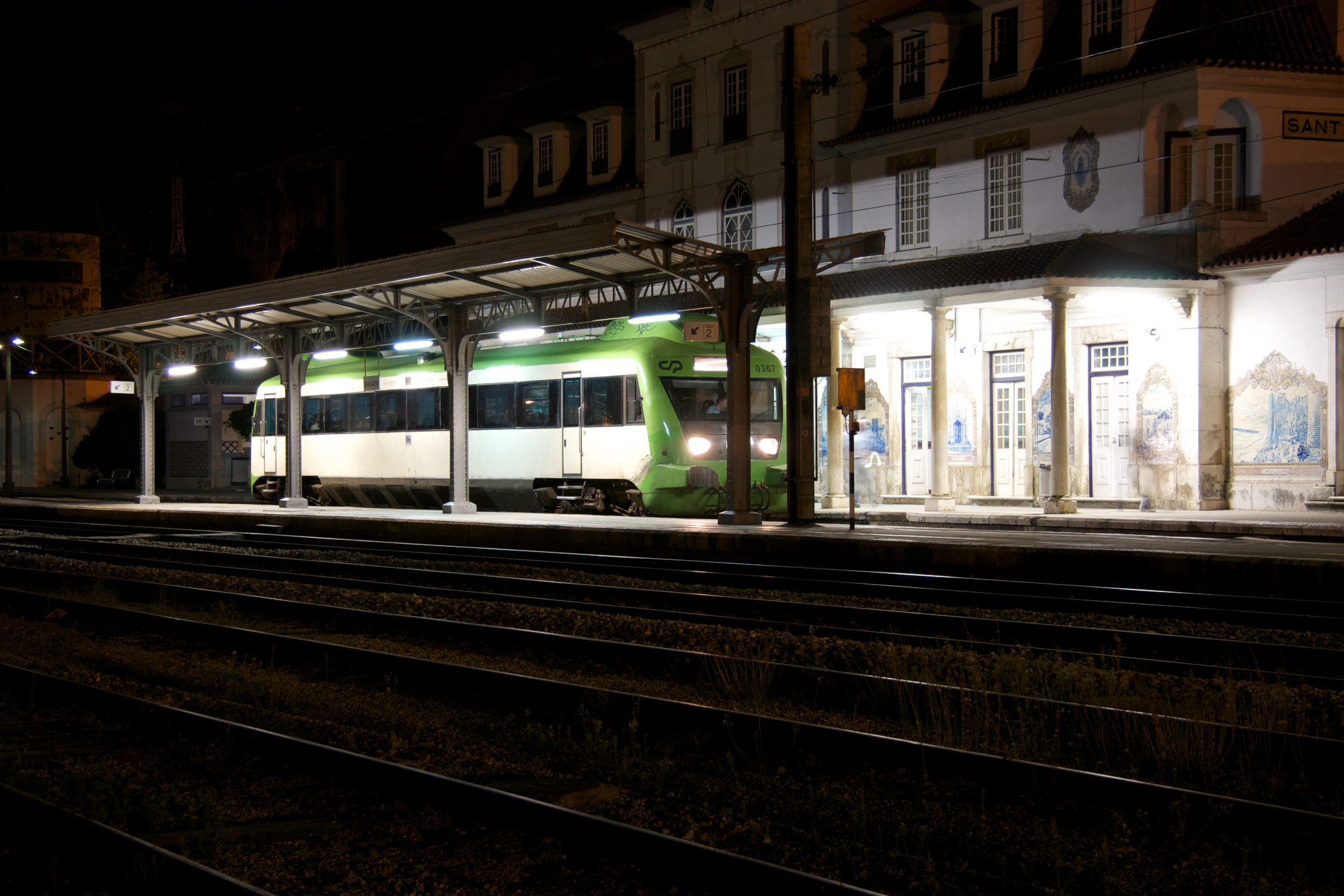
Regionalzug im nächtlich erleuchteten Bahnhof von Santarém, September 2012

Die Industrie ist im Kreis Santarém insbesondere in den Bereichen Keramik, Nahrungsmittelindustrie und Holzverarbeitung vertreten, aber auch mit Betrieben der Metallverarbeitung, Chemie und Maschinenbau, insbesondere im Dreieck Torres Novas-Abrantes-Santarém.
Santarém ist Zentrum der historischen Provinz Ribatejo, die bis heute für Viehzucht, Gemüse-, Getreide- und Obstanbau für das Land von großer Bedeutung ist. Zu nennen ist zudem die Fischerei, der Weinbau, die Olivenölproduktion, und der Handel.
Im Juni 2013 fand auf dem Messegelände der CNEMA (Centro Nacional de Exposições e Mercados Agrícolas, dt.: Nationales Zentrum für landwirtschaftliche Ausstellungen und Märkte) die 50. Nationale Landwirtschaftsausstellung statt, die zugleich die 60. Ribatejo-Messe war, eine Fachmesse zu u. a. technologischen, umwelttechnischen und energetischen Problemlösungen und Neuerungen in der Landwirtschaft, Ausstellung von Maschinenherstellern u. a. landwirtschaftlichen Unternehmen. Daneben gibt es den Verkostungspavillon Salão Prazer de Provar (dt. Saal „Vergüngen des Probierens“) und die Natur- und Tourismusmesse Expo.Tur – Feira do Turismo Rural e Natureza (dt. Messe des Turismo rural und der Natur). Auch eine Publikumsmesse findet statt, mit Produktschauen, Verkostungen, Kochveranstaltungen u. a., die von Reitveranstaltungen, Konzerten und anderen Publikumsveranstaltungen begleitet wird. Die Messe zählte 2013 im Dreijahresdurchschnitt jährlich etwa 165.000 Besucher.

## Verkehr
Die Stadt ist an das gegenüberliegende Tejo-Ufer durch eine Straßenbrücke angebunden, eine 1.200 m lange imposante Stahlfachwerkträger-Brücke. Diese so genannte Ponte Dom Luis wurde 1876 bis 1881 erbaut. Über die Brücke erreicht man die Autobahn A15 und über diese Almeirim und die Landesteile im Südosten des Tejo und über die nördlich des Autobahnkreuzes verlaufende A1 auch die wichtigste Fernstraße des Landes. Südlich geht die Schnellstraße IC10, nach der Tejoüberquerung über die Ponte Salgueiro Maia, in die A13 über, eine wichtige Verbindung in den Süden des Landes.
Der etwas außerhalb gelegene Bahnhof von Santarém liegt an der wichtigsten Eisenbahnstrecke des Landes, der Linha do Norte. Zudem ist der Ort in das landesweite Busnetz der Rede Expressos eingebunden.
Der Flugplatz Santarém wird von Sport- und Privatflugzeugen genutzt.

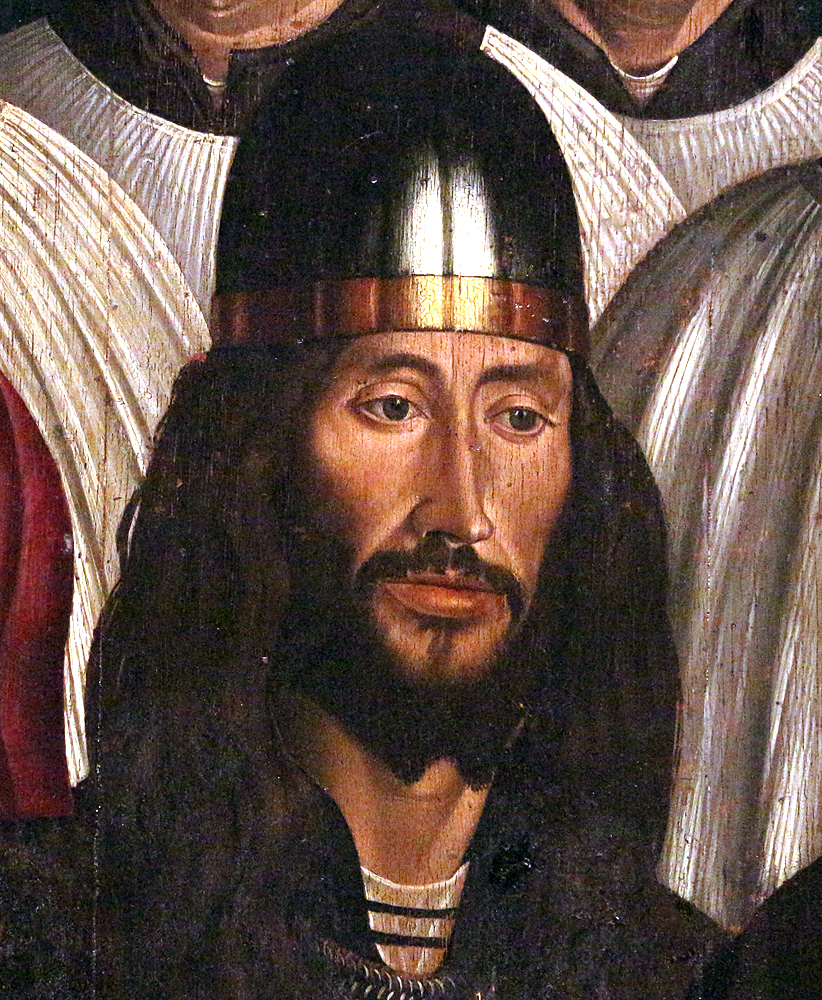
Ferdinand von Avis

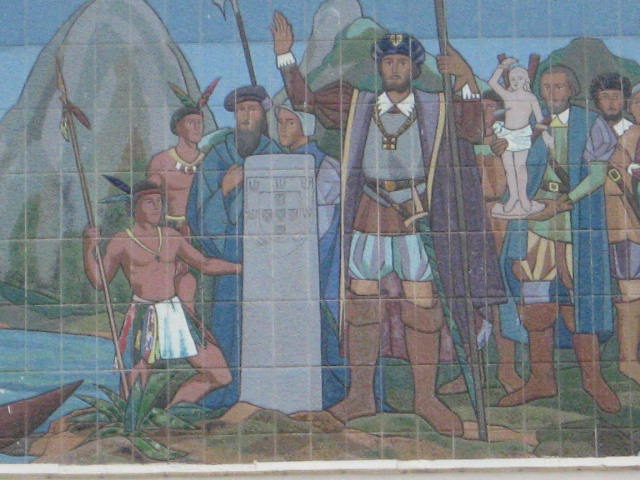
Estácio de Sá, Fliesenwandbild der Stadtgründung Rio de Janeiros

Fernão Teles de Meneses

## Söhne und Töchter der Stadt
- Ibn Bassām († 1147), islamischer Historiker
- Ferdinand I. (Portugal) (1345–1383), König von Portugal
- Johann von Portugal (1400–1442), Herzog von Aveiro
- Ferdinand von Avis (1402–1443), Prinz von Portugal
- Estácio de Sá (1520–1567), Militär, Gründer der Stadt Rio de Janeiro
- Fernão Teles de Meneses (1530–1605), Militär, ab 1581 Gouverneur von Portugiesisch-Indien
- Manuel da Silva Coutinho (1541–1583), Adliger, wichtigster Unterstützer des Thronanwärters António von Crato
- Aires de Saldanha (1542–1605), Militär, ab 1600 Vizekönig von Portugiesisch-Indien
- Luis de Sousa (~1555–1632), portugiesischer Historiker und Schriftsteller
- António dos Reis (1690–1738), geistlicher Historiker und Schriftsteller
- Luís Cardoso (1694–1769), geistlicher Chronist und Historiker, Bruder des António dos Reis
- Domingos da Encarnação Pontevel (1722–1793), Bischof von Mariana (Brasilien)
- Bernardo de Sá Nogueira de Figueiredo (1795–1876), portugiesischer Politiker und Führer der Setembristen
- António de Oliveira Marreca (1805–1889), Ökonom, Schriftsteller, Freimaurer und liberaler Politiker, Gouverneur auf den Azoren
- Joaquim Tomás Lobo de Ávila (1822–1901), Politiker, Wirtschafts- und Außenminister bis zur Ausrufung der Republik 1910
- Alfredo Augusto das Neves Holtreman (1837–1920), Jurist und Unternehmer
- Guilherme de Azevedo (1839–1882), Journalist und Lyriker
- António Pedro da Costa (1840–1900), Bischof von Daman
- Domingos Maria Frutuoso (1867–1949), Bischof von Portalegre
- Luiza Andaluz (1877–1973), katholische Ordensgründerin
- Ernestino Augusto Costa, bekannt als Costinha (1891–1976), Schauspieler
- António Amorim de Vasconcelos Porto (1893–1956), Eisenbahningenieur
- Rebelo Gonçalves (1907–1982), Linguist, Philologe und Lexikograph, Hochschullehrer und Forscher
- Henrique Campos (1909–1983), Regisseur
- Armando Ginestal Machado (1913–1991), Eisenbahningenieur
- Joaquim Luís Gomes (1914–2009), Komponist und Dirigent
- Bernardo Santareno (1924–1980), Psychiater, Übersetzer und Lyriker, bedeutendster portugiesischer Dramatiker des 20. Jh.
- Leonardo Ribeiro de Almeida (1924–2006), Jurist und Politiker, 1985–87 Verteidigungsminister
- Joaquim Veríssimo Serrão (* 1925), Historiker, Autor und Hochschullehrer, 1973/74 Rektor der Universität Lissabon
- Pedro Oom (1926–1974), surrealistischer Lyriker und Schriftsteller
- Joaquim Magalhães Mota (1935–2007), Jurist und Politiker, mehrmaliger Minister
- Ruy Duarte de Carvalho (1941–2010), angolanischer Schriftsteller, Regisseur und Anthropologe
- Mário Viegas (1948–1996), Schauspieler, Komiker und Rezitator, erster an AIDS verstorbener Prominenter
- Ulisses Morais (* 1959), Fußballtrainer
- João Bruto da Costa (* 1969), Jurist und Politiker
- Manuel de Freitas (* 1972), Lyriker, Publizist und Literaturkritiker
- Rui Silva (* 1977), olympischer Leichtathlet
- Ana Moura (* 1979), Fadosängerin
- Inês Henriques (* 1980), olympische Leichtathletin
- Vera Santos (* 1981), olympische Leichtathletin
- Joana Amendoeira (* 1982), Fadosängerin
- Filipa Areosa (* 1990), Schauspielerin
- João Duarte Vieira Pereira (* 1990), Fußballspieler
- João Arrais (* 1995), Schauspieler
- Maria Martins (* 1999), Radsportlerin
- Margarida Corceiro (* 2002), Schauspielerin und Model

Der hier verstorbene Pedro Álvares Cabral, „Entdecker“ Brasiliens, ist in der ehemaligen Klosterkirche Igreja da Graça bestattet.

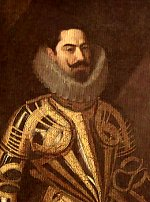
Aires de Saldanha
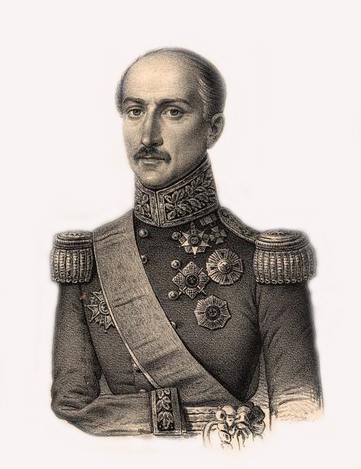
Sá da Bandeira
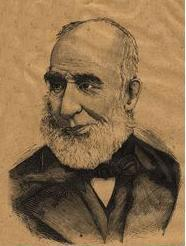
António de Oliveira Marreca
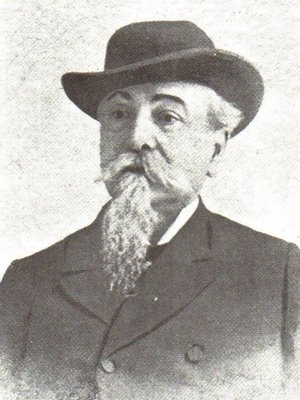
Alfredo Augusto das Neves Holtreman
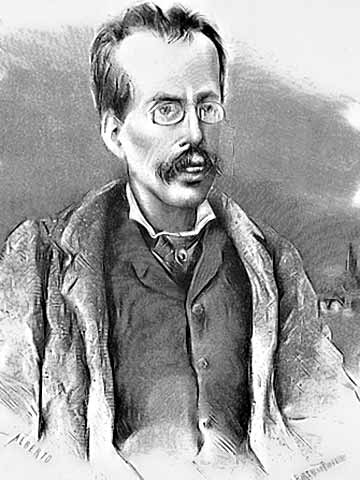
Guilherme de Azevedo (gemalt von Rafael Bordalo Pinheiro)
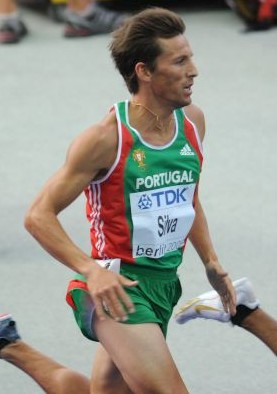
Rui Silva bei den Leichtathletik-Weltmeisterschaften 2009 in Berlin
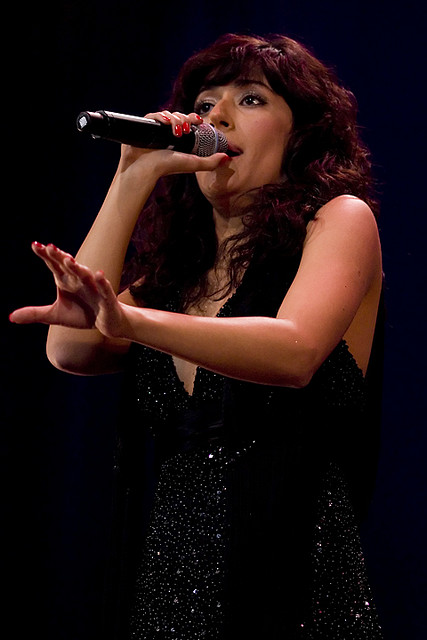
Ana Moura (2008)
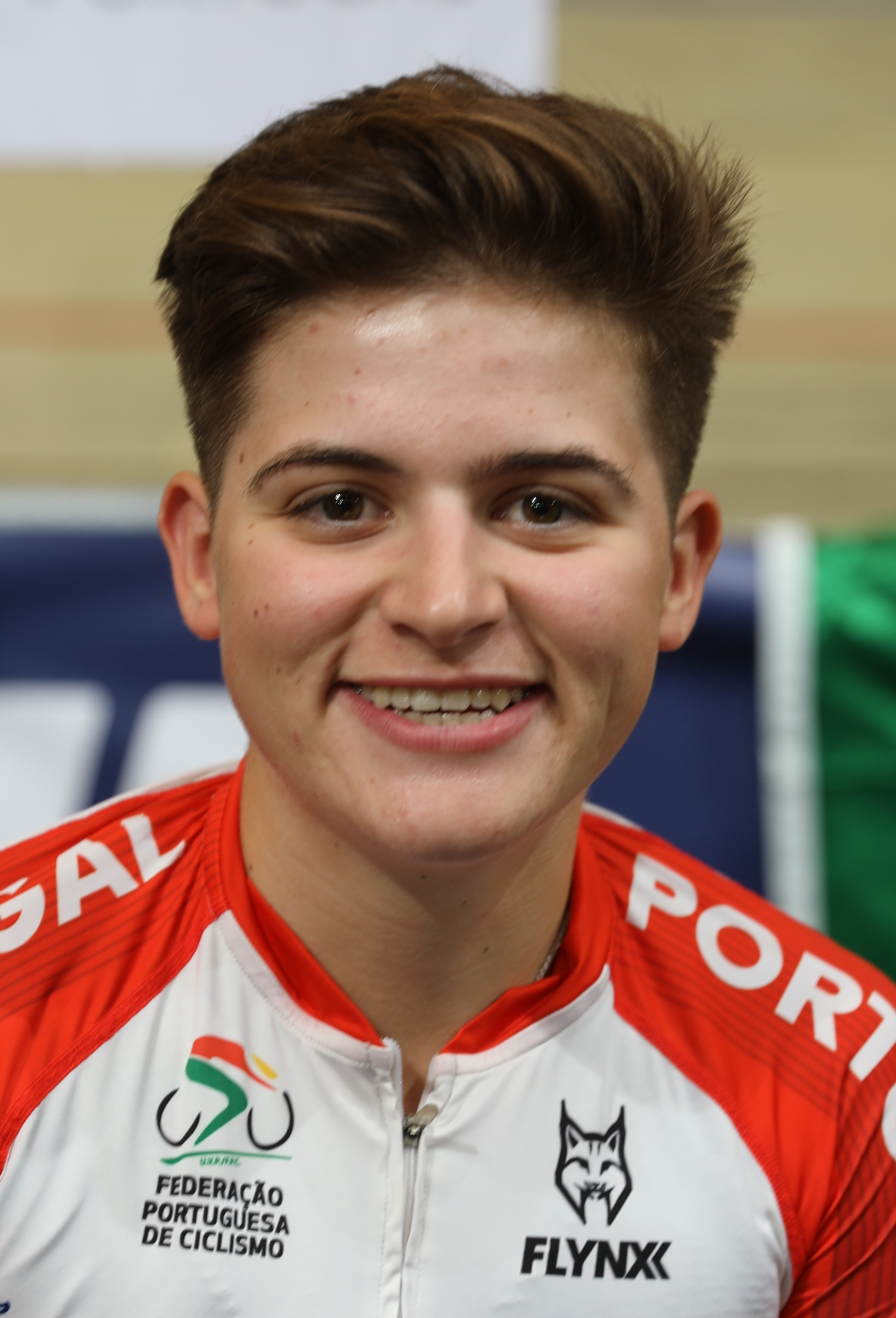
Maria Martins bei den UEC-Bahn-Europameisterschaften 2019